# Гарсия, Эпифанио
Эпифанио Гарсия (исп. Epifanio García; 2 июля 1992 года, Асунсьон) — парагвайский футболист, нападающий клуба «Ривер Плейт».

## Клубная карьера
Эпифанио Гарсия начинал свою карьеру футболиста в парагвайском клубе «Серро Портеньо». 5 июня 2011 года он дебютировал в парагвайской Примере, выйдя на замену в конце домашнего поединка против асунсьонского «Насьоналя». С середины 2015 года Гарсия представлял парагвайский «Гуарани». 17 октября 2016 года он забил свой первый гол на высшем уровне, отличившись в гостевой игре с «Ривер Плейтом».
В середине 2017 года Эпифанио Гарсия перешёл в аргентинский «Бельграно». 9 сентября того же года он забил свой первый гол в аргентинской Примере, ставший единственным и победным в домашнем матче против «Сан-Мартина» из Сан-Хуана.